# هاتووگودا
هاتووگودا (به لاتین: Hatugoda) یک منطقهٔ مسکونی در سری‌لانکا است که در استان مرکزی (سری‌لانکا) واقع شده‌است.